# April 2005
Dit artikel geeft een chronologisch overzicht van alle belangrijke gebeurtenissen per dag in de maand april van het jaar 2005.

## Gebeurtenissen

### 2 april
- Het Vaticaan maakt bekend dat Paus Johannes Paulus II om 21:37 uur is overleden aan de gevolgen van een septische shock en hartstilstand.

### 6 april
- Prins Reinier III van Monaco overlijdt op 81-jarige leeftijd.
- Op het vissersvaartuig OD-1 uit Ouddorp explodeert een vliegtuigbom uit de Tweede Wereldoorlog. Drie opvarenden worden gedood.

### 7 april
- Het congres ontneemt de burgemeester van Mexico-Stad Andrés Manuel López Obrador zijn juridische onschendbaarheid, om hem te kunnen berechten vanwege het negeren van een gerechtelijk bevel in 2001.
- Andreas Grassl alias Pianoman wordt door de politie in Sheerness (Kent; Engeland) opgepakt, terwijl hij er verward in een nat pak door de straten dwaalde.

### 8 april
- Onder massale belangstelling wordt Johannes Paulus II begraven.

### 9 april
- Het huwelijk tussen Prins Charles en Camilla Parker Bowles vindt plaats.

### 10 april
- De Keniase langeafstandsloper Jimmy Muindi is met 2:07.49 de snelste in de 25e editie van de marathon van Rotterdam. Bij de vrouwen zegeviert de Nederlandse Lornah Kiplagat in een tijd van 2:27.35.

### 17 april
- Opening van de Borås Arena, een voetbalstadion in het Zweedse Borås.

### 19 april
- Even over zes uur 's avonds wordt met witte rook bekendgemaakt dat er een nieuwe Paus gekozen is, na een conclaaf van slechts anderhalve dag. De Duitse kardinaal Joseph Ratzinger is verkozen tot opvolger van Paus Johannes Paulus II en neemt de naam Benedictus XVI aan.

### 21 april
- Bij een patiënt in Utrecht is de menselijke variant van BSE, de ziekte Variant Creutzfeldt-Jakob vastgesteld.

### 22 april
- Zacarias Moussaoui, de beschuldigde 20e kaper van de terroristische aanslagen op 11 september 2001, bekent schuld.
- De lichamen van de vermiste Claudia Hartevelt en haar twee dochters worden in Zoetermeer gevonden. De vader bekent zijn vrouw en kinderen te hebben vermoord.

### 23 april
- GaiaPark Kerkrade Zoo opent zijn deuren voor publiek.

### 25 april
- Het CNV maakt bekend dat vertrekkend voorzitter Doekle Terpstra wordt opgevolgd door René Paas, nu wethouder van Groningen.

### 26 april
- De terugtrekking van de 14.000 Syrische militairen en veiligheidsdiensten uit Libanon is voltooid.

### 27 april
- Eerste (test)vlucht van de Airbus A380, het grootste passagiersvliegtuig ter wereld.

### 29 april
- In een serie van vijftien aanslagen worden 50 Irakezen gedood en 114 verwond. Ook drie Amerikanen worden gedood.
- Apple brengt Mac OS X 10.4 Tiger uit.

<< · januari · februari · maart · april · mei · juni · juli · augustus · september · oktober · november · december · >>